# Pantospora guazumae
Pantospora guazumae är en svampart som beskrevs av Cif. 1938. Pantospora guazumae ingår i släktet Pantospora och familjen Mycosphaerellaceae.   Inga underarter finns listade i Catalogue of Life.